# Villafufre
Villafufre település Spanyolországban, Kantábria autonóm közösségben. Villafufre Santiurde de Toranzo, Santa María de Cayón, Saro és Villacarriedo községekkel határos. Lakosainak száma 1020 fő (2024).

## Népesség
A település népessége az elmúlt években az alábbi módon változott:
| Lakosok száma | 1155 | 1120 | 1091 | 1109 | 1103 | 1062 | 1014 | 1003 | 1030 | 1020 |
|               | 2001 | 2004 | 2007 | 2009 | 2012 | 2014 | 2017 | 2019 | 2022 | 2024 |